# أغ مزار كرد
أغ مزار كرد (بالفارسية: آغ‌مزار کرد) هي قرية تقع في قسم بسطام الريفي (مقاطعة تشايبارة) في إيران. يقدر عدد سكانها بـ 134 نسمة .